# فلاديمير إس. كوستيتش
فلاديمير إس. كوستيتش (بالصربية: Владимир Костић)‏ هو طبيب أعصاب وأستاذ جامعي صربي، ولد في 18 أكتوبر 1953.